# Meiken Greve
Meiken Greve (født 1980) er en dansk atlet og er dansk mester i hammerkast (2008-nu). Hun var medlem af Greve IF (-1999), Københavns IF (1999-2000) derefter i Sparta Atletik.
Efter at kvindernes kastefirekamp blev ændret til kastefemkamp var rekorden vakant med et rekordkrav om mindst 3750 point. Et krav Greve slog ved DM i kastemangekamp 2009, med scoren 3922 point blev hun den første indehaver av den danske rekord, en rekord som hun forbedrede med to point ved DM 2010.
Greve er uddannet professionsbachelor i fysioterapi fra Københavns Fysioterapeutskole i januar 2006.

## Internationale ungdomsmesterskaber
- 2000 U21-NM Kuglestød nummer 6 11,14
- 1999 U21-NM Hammerkast nummer 5 48,12
- 1999 U21-NM Kuglestød nummer 7 10,47

## Danske mesterskaber
| - Sølv 2011 Kuglestød inde 13,78 - Guld 2010 Kastefemkamp 3924 p DR - Guld 2010 Hammerkast 55,29 - Bronze 2010 Kuglestød 12,35 - Guld 2010 Kuglestød inde 13,90 - Guld 2009 Kastefemkamp 3922 DR - Guld 2009 Hammerkast 58,79 - Guld 2009 Vægtkast 16,51 - Guld 2008 Hammerkast 52,84 - Guld 2008 Vægtkast 16,43 - Sølv 2007 Hammerkast 53,40 | - Sølv 2007 Vægtkast 16,12 - Sølv 2006 Hammerkast 55,06 - Sølv 2006 Vægtkast 15,72 - Bronze 2006 Kuglestød inde 12,29 - Sølv 2005 Kuglestød 12,05 - Sølv 2005 Hammerkast 50,91 - Sølv 2005 Vægtkast 16,64 - Guld 2005 Kuglestød inde 12,58 - Sølv 2004 Kuglestød 12,55 - Sølv 2004 Hammerkast 53,72 | - Sølv 2004 Vægtkast 15,86 - Guld 2003 Vægtkast 16,69 - Guld 2003 Vægtkast 16,69 - Sølv 2003 Hammerkast 51,46 - Bronze 2003 Kastefirekamp 2709 - Guld 2003 Vægtkast inde 14,07 - Sølv 2002 Hammerkast 49,65 - Sølv 2001 Hammerkast 43,15 - Sølv 2001 Kastefirekamp 2865 - Sølv 2000 Kuglestød 12,34 | - Bronze 1999 Hammerkast 46,90 - Bronze 1998 Hammerkast 48,30 |

## Danske rekorder
- Kastefemkamp: 3924 point 2010

## Personlige rekorder
- Hammerkast: 61,96 2012
- Vægtkast: 17,01 2010
- Kuglestød: 13,72 2010
- Kuglestød -inde: 14,18 2011
- Kastefemkamp: 3924 point 2010